# Mildred Katherine Pope
Mildred Katherine Pope (Paddock Wood, Kent, 1872 – Garford, Oxfordshire, 16 de setembre de 1956) fou una romanista britànica, especialista en llengua i literatura anglonormanda. Fou de les primeres dones a obtenir un lloc com a docent a la Universitat d'Oxford.

## Vida
Mildred Pope fou filla d'un pastor anglicà i als nou anys fou enviada a l'escola Edgbaston High School, de Birmingham, fins als setze anys. Després de passar nou mesos a Leipzig, va retornar a la Gran Bretanya com a professora d'escoles, entre elles la seva antiga escola. A partir de 1891 va estudiar al Somerville College d'Oxford, un dels primers col·legis femenins d'Oxford, fundat el 1879. Després d'acabar els estudis, el 1893 va fer una estada a Heidelberg, amb Fritz Neumann, i ocupà al seu retorn el lloc de bibliotecària del seu college (fins a 1899), i després fou Modern Language Tutor (fins a 1934) al mateix Somerville College. El 1902 aprofità un any sabàtic per estudiar a París amb Gaston Paris i Paul Meyer i hi redactà la tesi doctoral, que defensà a París el 1903, amb el títol Étude sur la langue de frère Angier, suivie d'un glossaire de ses poèmes, thèse présentée à la Faculté des lettres de Paris, pour le doctorat de l'Université. Però la universitat anglesa no li atorgà, perquè no ho feia amb cap dona, un títol fins després de la Primera Guerra Mundial.
El 1928 va ser nomenada "reader" a la Universitat d'Oxford, la primera dona a ocupar aquest lloc. També fou vice-rectora de Somerville el 1929. El 1934 va passar a la Universitat de Manchester, com a successora de John Orr i on fou la primera dona professora. També fou, el 1939, la primera dona a rebre un doctorat "honoris causa" per una universitat francesa, la de Bordeus. En jubilar-se es retirà a viure amb les seves germanes a Garford, prop d'Oxford, fins a la seva mort.
Cal destacar que durant la primera guerra mundial col·laborà a la reconstrucció de França i també col·laborà en el servei de llibres de la Creu Roja durant la segona guerra mundial

## Obra
Pope va ser la mestra de diversos medievalistes britànics, entre ells Eugène Vinaver o Dominica Legge. També de Dorothy Sayers que la va retratar en el personatge de Miss Lydgate de la seva novel·la Gaudy Night (1935). La seva contribució més important fou a l'estudi de la llengua i literatura anglonormanda. Va fundar el 1937 l'Anglo-Norman Text Society, una societat dedicada a l'estudi i publicació de textos anglonormands. Ella mateixa va publicar La Seinte Resureccion i el Roman de Horn en la col·lecció de la societat. La seva contribució més important fou From Latin to Modern French, with Especial Consideration of Anglo-Norman (Manchester: Manchester University Press, 1934; amb edicions revisades i ampliades de 1952 i 1956) que continua essent un clàssic.

## Publicacions
- (ed. with Eleanor C. Lodge) Life of the Black Prince, Oxford: Clarendon Press, 1910
- From Latin to modern French, with especial consideration of Anglo-Norman; phonology and morphology, Manchester, 1934
- (ed. amb T. Atkinson Jenkins, J. M. Manly i Jean G. Wright) La seinte resureccion from the Paris and Canterbury mss, Oxford, Pub. for the Anglo-Norman Text Society, 1943
- The Anglo-Norman element in our vocabulary: its significance for our civilization, Manchester: Manchester University Press, 1944
- (ed.) The romance of Horn, 2 vols., Oxford: Pub. for the Anglo-Norman Text Society, 1955-64.